# Гидросульфит калия
Гидросульфи́т ка́лия — неорганическое соединение, кислая соль щелочного металла калия и сернистой кислоты с формулой {\displaystyle \mathrm {K} \mathrm {H} \mathrm {S} \mathrm {O} _{3}}, бесцветные кристаллы, растворимые в воде. Зарегистрирован в качестве пищевой добавки с номером E228.

## Получение
- Насыщение диоксидом серы раствора гидроксида калия, карбоната калия или сульфита калия:

{\displaystyle {\mathsf {KOH+SO_{2}\ {\xrightarrow {}}\ KHSO_{3}}}}
{\displaystyle {\mathsf {K_{2}CO_{3}+2SO_{2}+H_{2}O\ {\xrightarrow {}}\ 2KHSO_{3}+CO_{2}\uparrow }}}
{\displaystyle {\mathsf {K_{2}SO_{3}+SO_{2}+H_{2}O\ {\xrightarrow {}}\ 2KHSO_{3}}}}

## Физические свойства
Гидросульфит калия образует бесцветные кристаллы,
растворимые в воде, плохо растворимы в этаноле.
Водные растворы имеют кислую реакцию.

## Химические свойства
- При нагревании разлагается:

{\displaystyle {\mathsf {2KHSO_{3}\ {\xrightarrow {190^{o}C}}\ K_{2}SO_{3}+SO_{2}\uparrow +H_{2}O}}}
{\displaystyle {\mathsf {2KHSO_{3}\ {\xrightarrow {>200^{o}C}}\ K_{2}S_{2}O_{5}+H_{2}O}}}
- Разлагается кислотами:

{\displaystyle {\mathsf {KHSO_{3}+HCl\ {\xrightarrow {}}\ KCl+SO_{2}\uparrow +H_{2}O}}}
- Разлагается щелочами:

{\displaystyle {\mathsf {KHSO_{3}+KOH\ {\xrightarrow {}}\ K_{2}SO_{3}+H_{2}O}}}
- Медленно окисляется кислородом воздуха:

{\displaystyle {\mathsf {4KHSO_{3}+O_{2}\ {\xrightarrow {}}\ 2K_{2}SO_{4}+2SO_{2}\uparrow +2H_{2}O}}}

## Применение
- Пищевая добавка E228 — консервант, в настоящее время запрещена к использованию в некоторых странах.

## Безопасность
Управление по санитарному надзору за качеством пищевых продуктов и медикаментов (FDA) признаёт гидросульфит калия как «общепризнанную безопасную» (GRAS) пищевую добавку в США, за исключением его использования в продуктах, признанных источником витамина B1 (тиамина), поскольку гидросульфит калия (наряду с добавками E220-E228) разлагает этот микронутриент и его использование в перечне богатых витамином B1 продуктов, а также во фруктах и овощах запрещено.
Объединённый экспертный комитет ФАО/ВОЗ по пищевым добавкам (JECFA), проводя исследования безопасности гидросульфита калия в качестве пищевой добавки, не смог определить допустимое суточное потребление (ДСП) в 1985 году. В 2016 году, Европейское агентство по безопасности продуктов питания (EFSA), проводя переоценку безопасности, установило ДСП в количестве 0,7 мг/кг массы тела (в пересчёте с диоксида серы).